# 耶律喜孫
耶律喜孙（？—？）字盈隐，辽国政治家。永兴宫分人。

## 经历
辽兴宗在青宫为太子时，耶律喜孙曾在其左右辅导。辽圣宗驾崩，耶律喜孙与冯家奴告仁德皇后蕭菩薩哥同宰相萧浞卜等谋逆。事后钦哀皇太后蕭耨斤称制，耶律喜孙非常受宠。
重熙年间，其子耶律涅哥为近侍，因事被连坐处决。辽兴宗因耶律喜孙有辅佐拥戴的功劳，并且哀悼其子因罪死，想让他的职务世袭。耶律喜孙没有所出之部，因见马印文有品部号，使之隶属其部。重熙七年（1038年）拜南府宰相。重熙十五年（1046年）出京为东北路详稳，后去世。